# Иноуэ, Кёити
Кёити Иноуэ (яп. 井上強一 Иноуэ Кёити, родился 10 сентября 1935 на Хоккайдо, Япония — 23 декабря 2017) — японский мастер боевых искусств, 10-й дан айкидо, Ханси, второй Кантё стиля айкидо Ёсинкан.

## Обучение в школе Ёсинкан
1 ноября 1955 года, во время учёбы в университете, Кёити Иноуэ приступил к занятиям айкидо в недавно созданном Хомбу додзё Ёсинкан под руководством Годзо Сиоды и скоро стал его ути-дэси, а в 1956 году был среди участников первого выпуска курсов инструкторов Ёсинкан.
Столкнувшись с необходимостью обучения больших групп неподготовленных учеников, Кёити Иноуэ вместе с Такаси Кусидой под руководством Годзо Сиоды в 1955—1956 годах начал формализовывать шесть базовых движений «Кихон Доса» (яп. 基本動作 кихон до:са, «Базовые перемещения»), ставших основой методики обучения в школе Ёсинкан.

## Работа в Полицейском управлении Большого Токио
В 1970 году Годзо Сиода по просьбе руководства полиции направил Кёити Иноуэ в качестве инструктора по Ёсинкан айкидо в Полицейское управление Большого Токио, чтобы преподавать айкидо сотрудникам подразделения по борьбе с массовыми беспорядками. Также он обучал женщин-полицейских самообороне на основе приёмов Ёсинкан айкидо.
В 1992 году Годзо Сиода присвоил Кёити Иноуэ 9-й дан Ёсинкан айкидо.

## Возвращение в Хомбу додзё Ёсинкан
Кёити Иноуэ преподавал в Полицейском управлении Большого Токио и в Полицейской академии до 31 марта 1996 года, после чего ушёл в отставку. Вскоре он вернулся в Хомбу додзё Ёсинкан, где был назначен на должность главы (яп. 道場長 до:дзё-тё:) Хомбу додзё Ёсинкан.
В 2002 году Кёити Иноуэ был присвоен ранг Ханси (яп. 範士 ханси, «Большой мастер») и он был избран вторым Кантё Ёсинкан айкидо.
В 2007 году Кёити Иноуэ ушёл в отставку с поста Кантё Ёсинкан айкидо.

## Настоящее время
В 2007-2009 годах Кёити Иноуэ провёл ряд международных семинаров, в том числе, на Украине и в России.
В апреле 2009 г. Международная Федерация Будо присвоила Кёити Иноуэ 10-й дан.
В 2009 году была создана организация Айкидо Синвакан (яп. 合気道親和館 айкидо: синвакан), и Кёити Иноуэ был избран на должность её Кантё. 
После того, как организация Айкидо Синвакан была расформирована 30 апреля 2014 года, Кёити Иноуэ был избран руководителем созданной организации Айкидо Ниссинкан (Aikido Nisshinkan).
Кёити Иноуэ является автором ряда обучающих видеофильмов и книг по айкидо, в том числе, под его редакцией была выпущена серия книг «Yoshinkan Aikido» (планировался выпуск 10 томов, но в связи со сменой руководства Ёсинкан были изданы только два первых тома «Introduction to Basic Techniques»).
Кёити Иноуэ умер 23 декабря 2017 года на 83-ом году жизни в г. Осака.